# Фиш (Сааргау)
Фиш (нем. Fisch) — община в Германии, в земле Рейнланд-Пфальц.
Входит в состав района Трир-Саарбург. Подчиняется управлению Саарбург. Население составляет 355 человек (на 31 декабря 2010 года). Занимает площадь 6,88 км².